# Carl-Albert Keller
Carl-Albert Keller, né le 2 août 1920 à Guntur en Inde, et mort le 7 avril 2008 à Échallens en Suisse, est un théologien protestant et un historien des religions.

## Biographie
Carl-Albert Keller, né le 2 août 1920 à Guntur en Inde, est le fils d'Albert, un commerçant, et de Johanna-Elisabetha Kleiner une institutrice. Il a étudié la théologie à Zurich et à Bâle, ville où il obtient un doctorat en 1946. Il se rend en Inde où il est missionnaire entre 1946 et 1948 et lecteur d'Ancien Testament au Kerala United Theological Seminary de Trivandrum entre 1947 et 1952. Il revient en Suisse où il est pasteur à Ossingen entre 1952 et 1956 avant d'être entre 1956 et 1962 professeur extraordinaire d'Ancien Testament et de langue hébraïque à l'université de Lausanne, professeur ordinaire d'exégèse de l'Ancien Testament et de langue hébraïque entre 1963 et 1966 puis de science des religions entre 1966 et 1987. Il a été doyen de la faculté de théologie à plusieurs reprises : entre 1960 et 1962, entre 1972 et 1974 et enfin entre 1982 et 1984. Il est mort le 7 avril 2008 à Échallens.

## Publications
- Communication avec l'Ultime  (ISBN 978-2-8309-0106-1)

## Sources
- Fonds : Keller (Carl-Albert) (1853-2011) [248 boîtes, 19 albums photographiques, 1 affiche]. Collection : Archives privées; Cote : CH-000053-1 PP 902. Archives cantonales vaudoises (présentation en ligne).